# Hyperhidros
Hyperhidros är den medicinska termen för onormalt stora svettmängder.

## Lokalisation
Hyperhidros kan vara multifokal (generell, över hela kroppen, panhidros) eller lokal (drabba en kroppsdel, meridros). Lokal överdriven svettning kallas också fokal hyperhidros, och det drabbar vanligen händer, fötter, armhålor och ljumskar, kroppsdelar som har många svettkörtlar. Den allmänna regeln är att fokal hyperhidros är ofarligt (primär hyperhidros) medan generell hyperhidros kan vara ett tecken på en systemisk sjukdom (sekundär hyperhidros). Dock kan även fokal hyperhidros vara ett allvarligt sjukdomssymtom, för samma sjukdomar som generell.

## Primär och sekundär hyperhidros
Mängden svett en människa normalt utsöndrar är ärftligt, men kan påverkas av olika medfödda eller förvärvade sjukdomar. Det är normalt att svettas mer vid puberteten och klimakteriet (jämför värmevallning). Ökad svettmängd är en vanlig hälsoeffekt av värmebölja.
Det finns en sjukdom som kallas primär hyperhidros som har en stark ärftlig koppling. Den bryter vanligen ut i barndomen eller 40-årsåldern, och drabbar ungefär 5,5 % av Sveriges befolkning. Personerna har en ökad värmekänslighet och känslighet för arousal, och sjukdomen beror på att nervsignaleringen till svettkörtlarna ökar. Primär hyperhidros kan vara fokal, och räknas som idiopatisk om det förekommer i familjen, svettningen är lika på båda sidor, börjar innan 25 års ålder, och svettningen upphör under sömn.
Hyperhidros kan också vara sekundär, och symtom på ett underliggande sjukdomstillstånd (en systemisk sjukdom) eller droger. Exempel på sjukdomar som ger generaliserad hyperhidros är infektionssjukdomar, endokrina sjukdomar (giftstruma, diabetes), tumörer, förgiftningar, och hjärtproblem. Det kan också vara ett symtom på drogbruk (till exempel serotonergt syndrom), paniksyndrom, generaliserat ångestsyndrom, social fobi, rädsla eller nervositet.  Den allmänna regeln är att sekundär hyperhidros är generell. Dock kan den också uppträda fokalt. Det kan då vara ett tecken på andningssvikt, cerebrovaskulära sjukdomar, reumatism, diabetesnefropati, med mera. En teori är att fokal sekundär hyperhidros tyder på påverkan på perifera nervsystemet.

## Tillfälle
Att svettas i någon mån är normalt under fysisk aktivitet, höga temperaturer i den yttre miljön, feber, som en del av den normala termoregleringen. Svettningen kan också uppkomma emotionellt. Hyperhidros kan uppkomma som en överdriven svettmängd under sådana faktorer, eller vid vila eller nattsömn.

## Behandling
Beroende på vilket område som är drabbat finns olika behandlingar för hyperhidros.

### Antiperspirant
Behandling som fungerar på hela kroppen är antiperspirant. Beroende på område som ska behandlas avgörs vilken produkt som är mest verkningsfull. Antiperspirant förknippas oftast med användning i armhålorna men det förekommer även behandling med antiperspirant på händer, fötter och ansikte. Ofta krävs en starkare produkt för händer och fötter, medan armhålor klarar sig med en svagare. Antiperspirant består av aluminiumklorid och fungerar genom att helt enkelt plugga igen svettkörtelns kanal så att ingen svett kan tränga ut.
Antiperspirant finns receptfritt på apotek. Aluminiumklorid är en kraftfull kemikalie varför det rekommenderas att börja med en mildare produkt och testa på ett mindre hudområde för att avgöra kroppens reaktion. Rekommendationen är också att man applicerar produkten innan vila, på kvällen, då kroppen i regel svettas minst. Anledningen till att huden ska vara helt torr innan applicering är för att aluminiumklorid bildar saltsyra i kontakt med fukt (svett i detta fall), vilket kan ge irriterad hud, utslag och i värsta fall stark, brännande smärta. Aluminiumkloridens effekt avtar också snabbare på fuktig hud.

### Antikolinergika
Läkemedel ur gruppen antikolinergika används primärt till patienter med besvärliga urinträngningar och/eller inkontinens, men skrivs även ut till personer som besväras av astma, Parkinsons sjukdom och hyperhidros. Detta innebär att behandling för hyperhidros inte är läkemedlets huvudsakliga användningsområde, utan snarare en bieffekt, så kallad Off label-förskrivning. Läkemedlens biverkningar är alltså minskade svettningar. Antikolinergika är receptbelagt och Oxybutynin, Ditropan och Egazil är några av de vanligaste varunamnen inom denna kategori.
Enkelt förklarat fungerar antikolinergika genom att blockera signalämnet acetylkolin från att nå svettkörtlarna vilket stoppar svettproduktionen. Antikolinergika är behandling i tablettform och omöjliggör därför lokal behandling på specifika problemområden, vilket gör att effekten påverkar hela kroppen. Utifrån detta används behandlingen oftast som ett alternativ för patienter med lindrigare svettningar, multifokal (generell) hyperhidros eller som ett komplement till andra behandlingsmetoder. 

### Botulinumtoxin
Botulinumtoxin ges med injektioner strax under huden på aktuellt område och effekten är därför endast lokal. Vid behandling av hyperhidros injiceras botulinumtoxinet ytligt i huden vilket oftast inte påverkar musklerna nämnvärt, något som annars är den önskvärda effekten vid djupare behandling ofta använd vid icke-kirurgiska skönhetsingrepp, exempelvis utslätning av rynkor. 
Botulinumtoxin kan användas på alla områden på kroppen och injiceras med ett visst mellanrum på huden, normalt 1–2 centimeter, eftersom det har begränsad spridning under huden. Behandling utförs i regel med någon form av smärtlindring, till exempel värktabletter, is, morfin, lokalbedövning eller undantagsvis nedsövning. Armhålor är det område som ofta kan göras utan bedövning, men det är individuellt vilka områden som anses smärtkänsliga. Efter genomförd behandling kan huden vara känslig, ömma och vara röd och det rekommenderas att undvika belastning i direkt anslutning till behandlingen. Smärtlindringen påverkar ofta mer än själva behandlingen i sig och de flesta patienter kan återgå till exempelvis arbete direkt efter behandlingen. 
Botulinumtoxinet fungerar genom att blockera signalämnet acetylkolin från att nå svettkörtlarna vilket stoppar svettproduktionen. I motsats till antikolinergika blockerar botulinumtoxinet dock endast ämnet lokalt kring injektionsområdet. Enligt forskning kan botulinumtoxin ha en effekt på upp till 90 % av minskad svett i aktuellt och behandlat område. Först efter 2–4 dagar märks ett första resultat men det tar uppemot 2 veckor att nå fullt resultat. Resultatet kan bestå i 4–12 månader, beroende av behandlingsområde och individuella förutsättningar. Några av de vanligaste varumärkena inom denna kategori är Botox, Neurobloc och Dysport.

### Jontofores
Sedan 1940-talet har jontofores använts för att behandla svettningar på händer och fötter. Behandlingen görs med en jontoforesmaskin som sänder en mild elektrisk ström genom vatten och ythuden. Under behandlingen sänks vardera hand/fot ner i varsitt vattenbad som är kopplade till en jontoforesmaskin. Maskinen skickar en mild elektrisk ström genom vattnet under en tidsintervall på 15–40 minuter och detta ska göras cirka tre gånger i veckan för att öka möjligheten att uppnå ett önskvärt resultat. Efterhand kan behandlingarna göras mer sällan och det är ofta tillräckligt med en behandling i veckan för att bibehålla resultatet. Behandling måste dock ske regelbundet för upprätthållen effekt och göras innan svettningarna återkommer. Händer och fötter är de mest beprövade områdena, men i dagsläget har det utvecklats så även andra områden kan behandlas med denna metod. Detta görs då med olika tillbehör som blöts och spänns fast på behandlingsområdet. Hur jontoforesen bidrar till minskad svettning är inte helt vetenskapligt klarlagd, men en teori som görs gällande är att jonerna i vattnet bildar ett hinder som blockerar svetten från att utsöndras genom huden. 
Olika jontoforesmaskiner kan ha varierande inställningar, men metoden är i grunden densamma. Individuella förutsättningar gör att det kan behövas en del tid och försök innan man hittar rätt strömstyrka och behandlingsfrekvens. En kortare SBU-rapport med sammanställd forskning såg en kortsiktig svettreduktion av jontofores med kranvatten jämfört med placebo vid behandling av hyperhidros i handflatorna. Det vetenskapliga underlaget bedöms dock som lågt . 

### miraDry
FDA (USA:s motsvarighet till Läkemedelsverket) godkände miraDry år 2011 vilket gör det till en relativt ny behandlingsmetod. MiraDry tillämpas främst i armhålor (axiller) där värmebehandling utifrån elektromagnetisk energi eller mikrovågor beräknas minska svettningar med i genomsnitt 82% efter en enda behandling och effekten är livsvarig. 
Behandlingen görs på speciella kliniker som har licens att använda miraDry. Armhålorna bedövas och märks upp efter en speciell mall där maskinens handenhet sedan placeras enligt märkningsmallens mönster. Handenheten sänder mikrovågor som förgör hudens svettkörtlar på ett djup av ca 2–5 mm. Under tiden kyls ythuden av för att förhindra brännskador. Svettkörtlar, doftkörtlar och hårsäckar förstörs permanent och resultatet blir att området inte kan utsöndra svett samt att kroppsdoft och behåring också minskar efter behandling. I dagsläget är miraDry enbart godkänt att genomföras i armhålor, men tekniken förväntas utvecklas för behandlingar på bröst, rygg och andra kroppsdelar. Behandling av känsliga områden som händer är mindre lämplig då känselbortfall kan förekomma en längre tid efter behandling.